# Leptoctenopsis deceptoria
Leptoctenopsis deceptoria là một loài bướm đêm trong họ Geometridae.